# Liste der AEW Pay-Per-Views

Logo von All Elite Wrestling

Bei den AEW Pay-Per-Views handelt es sich um die vier Großveranstaltungen, die die in Jacksonville, Florida ansässige Wrestling-Promotion All Elite Wrestling jährlich veranstaltet und für ein internationales Publikum als Pay-per-View (PPV) ausstrahlt. Die Großveranstaltungen tragen die Namen Revolution (veranstaltet Ende Februar oder Anfang März), Double or Nothing (Mai), All Out (Ende August oder Anfang September) und Full Gear (November).
In den Vereinigten Staaten und Kanada werden die Großveranstaltungen im Internet auf B/R live vom Bleacher Report gestreamt, das zum Turner Broadcasting System gehört. International, so auch im deutschsprachigen Raum, kann man sie kostenpflichtig über FITE TV im Internet streamen. Ebenso im deutschsprachigen Raum werden die Großveranstaltungen auf Sky Deutschland als kostenpflichtige und buchbare Zusatzoptionen angeboten.
AEW zeigen nur vier PPVs im Jahr, um so keine Übersättigung beim Publikum zu erzeugen. Mit dem Start der wöchentlichen TV-Show AEW Dynamite wurden aber immer wieder Spezialfolgen unter einem großen Namen ausgestrahlt, um die Lücken zum nächsten PPV etwas zu füllen. Vor den PPVs finden immer Pre-Shows statt, die Buy-Ins genannt werden. Diese sind zusätzlich zu den Bezahldiensten auch kostenfrei auf YouTube zu empfangen.

## Vergangene Veranstaltungen

### 2019
Mit Double or Nothing wurden die ersten Weichen gestellt. Während der Show wurde die AEW World Championship von Bret Hart präsentiert. Zudem kristallisierten sich erste große Fehden, Matches und Storylines für die folgenden Shows. AEW veranstalteten in ihrem ersten Jahr fünf PPVs, darunter eine Charityveranstaltung unter dem Titel Fight for the Fallen, die Opfer von Gewalt durch Schusswaffen unterstützen soll. Sowohl Fight for the Fallen als auch Fyter Fest wurden außerhalb von Nordamerika als PPVs vermarktet.
| Veranstaltung        | Datum            | Ort                       | Arena                                | Main Event |
| -------------------- | ---------------- | ------------------------- | ------------------------------------ | --- |
| Double or Nothing    | 25. Mai 2019     | Paradise, Nevada          | MGM Grand Garden Arena               | Chris Jericho vs. Kenny Omega, der Sieger trifft bei All Out auf „Hangman“ Adam Page, um dort den ersten Titelträger der AEW World Championship zu ermitteln. |
| Fyter Fest           | 29. Juni 2019    | Daytona Beach, Florida    | Ocean Center                         | Jon Moxley vs. Joey Janela in einem Unsanctioned Match. |
| Fight for the Fallen | 13. Juli 2019    | Jacksonville, Florida     | Daily’s Place                        | The Young Bucks (Matt & Nick Jackson) vs. The Brotherhood (Cody & Dustin Rhodes).                                                                             |
| All Out              | 31. August 2019  | Hoffman Estates, Illinois | Sears Centre Arena (heute Now Arena) | Chris Jericho vs. „Hangman“ Adam Page um die AEW World Championship. Dieses Match kürt den ersten Titelträger.                                                |
| Full Gear            | 9. November 2019 | Baltimore, Maryland       | Royal Farms Arena                    | Jon Moxley vs. Kenny Omega in einem Unsanctioned Lights Out Match.                                                                                            |

### 2020
Wie alles andere auch, blieb AEW nicht von der Covid-19-Pandemie verschont. Der ursprünglich für die MGM Garden Arena in Paradise, Nevada angesetzte PPV Double or Nothing sowie die darauffolgenden PPVs des Jahres mussten unter Ausschluss von Publikum in den Daily’s Place in Jacksonville, Florida verlegt werden. Fyter Fest und Fight for the Fallen werden dieses Jahr zu Dynamite-Specials und sind keine PPVs mehr.
| Veranstaltung                                                             | Datum             | Ort                   | Arena                         | Main Event |
| ------------------------------------------------------------------------- | ----------------- | --------------------- | ----------------------------- | --- |
| Revolution                                                                | 29. Februar 2020  | Chicago, Illinois     | Wintrust Arena                | Chris Jericho (c) vs. Jon Moxley um die AEW World Championship. |
| Double or Nothing                                                         | 23. Mai 2020      | Jacksonville, Florida | Daily’s Place TIAA Bank Field | The Elite (Kenny Omega, Matt Jackson, Nick Jackson & Hangman Adam Page) & Matt Hardy vs. Inner Circle (Chris Jericho, Jake Hager, Sammy Guevara, Santana & Ortiz) in einem Stadium Stampede Match. |
| All Out                                                                   | 5. September 2020 | Jacksonville, Florida | Daily’s Place                 | Jon Moxley (c) vs. MJF um die AEW World Championship. |
| Full Gear                                                                 | 7. November 2020  | Jacksonville, Florida | Daily’s Place                 | Jon Moxley (c) vs. Eddie Kingston in einem I quit-Match um die AEW World Championship. |
| (c) – Bezieht sich auf den bzw. die Titelinhaber, die in den Kampf gehen. |                   |                       |                               | |

### 2021
Auch das Jahr 2021 stand im Zeichen der COVID-19-Pandemie. Die Schutzverordnungen gestatteten AEW zwar wieder einige Zuschauer zuzulassen, aber nicht in der vollen Kapazität. Dies sollte sich erst im Sommer ändern. All Out wurde der erste PPV während der Pandemie, der außerhalb des Daily’s Place stattfand.
| Veranstaltung                                                             | Datum             | Ort                       | Arena                         | Main Event |
| ------------------------------------------------------------------------- | ----------------- | ------------------------- | ----------------------------- | --- |
| Revolution                                                                | 7. März 2021      | Jacksonville, Florida     | Daily’s Place                 | Kenny Omega (c) vs. Jon Moxley in einem Exploding Barbed Wire Deathmatch um die AEW World Championship. |
| Double or Nothing                                                         | 30. Mai 2021      | Jacksonville, Florida     | Daily’s Place TIAA Bank Field | The Pinnacle (MJF, Cash Wheeler, Dax Harwood, Shawn Spears & Wardlow) vs. Inner Circle (Chris Jericho, Jake Hager, Sammy Guevara, Santana & Ortiz) in einem Stadium Stampede Match. Bei einer Niederlage des Inner Circle muss dieser sich auflösen. |
| All Out                                                                   | 5. September 2021 | Hoffman Estates, Illinois | Now Arena                     | Kenny Omega (c) vs. Christian Cage um die AEW World Championship |
| Full Gear                                                                 | 13. November 2021 | Minneapolis, Minnesota    | Target Center                 | Kenny Omega (c) vs. „Hangman“ Adam Page um die AEW World Championship |
| (c) – Bezieht sich auf den bzw. die Titelinhaber, die in den Kampf gehen. |                   |                           |                               | |

### 2022
| Veranstaltung                                                             | Datum             | Ort                       | Arena                    | Main Event                                                              |
| ------------------------------------------------------------------------- | ----------------- | ------------------------- | ------------------------ | ----------------------------------------------------------------------- |
| Revolution                                                                | 6. März 2022      | Orlando, Florida          | Addition Financial Arena | „Hangman“ Adam Page (c) vs. Adam Cole um die AEW World Championship.    |
| Double or Nothing                                                         | 29. Mai 2022      | Paradise, Nevada          | T-Mobile Arena           | „Hangman“ Adam Page (c) vs. CM Punk um die AEW World Championship.      |
| AEW x NJPW: Forbidden Door                                                | 26. Juni 2022     | Chicago, Illinois         | United Center            | Jon Moxley vs. Hiroshi Tanahashi um die Interim AEW World Championship. |
| All Out                                                                   | 4. September 2022 | Hoffman Estates, Illinois | Now Arena                | Jon Moxley (c) vs. CM Punk um die AEW World Championship.               |
| Full Gear                                                                 | 19. November 2022 | Newark , New Jersey       | Prudential Center        | Jon Moxley (c) vs. MJF um die AEW World Championship.                   |
| (c) – Bezieht sich auf den bzw. die Titelinhaber, die in den Kampf gehen. |                   |                           |                          |                                                                         |

### 2023
| Veranstaltung                                                             | Datum             | Ort                        | Arena                             | Main Event |
| ------------------------------------------------------------------------- | ----------------- | -------------------------- | --------------------------------- | --- |
| Revolution                                                                | 5. März 2023      | San Francisco, Kalifornien | Chase Center                      | MJF (c) vs. Bryan Danielson in einem 60 Minuten Iron Man Match um die AEW World Championship.                                                                                                |
| Double or Nothing                                                         | 28. Mai 2023      | Paradise, Nevada           | T-Mobile Arena                    | Blackpool Combat Club (Jon Moxley, Bryan Danielson, Wheeler Yuta, Claudio Castagnoli) vs. The Elite (Kenny Omega, Matt Jackson, Nick Jackson, Adam Page) in einem Anarchy in the Arena Match |
| AEW x NJPW: Forbidden Door                                                | 25. Juni 2023     | Toronto, Kanada            | Scotiabank Arena                  | Bryan Danielson vs. Kazuchika Okada |
| All In                                                                    | 27. August 2023   | London, England            | Wembley-Stadion                   | MJF (c) vs. Adam Cole um die AEW World Championship |
| All Out                                                                   | 3. September 2023 | Chicago, Illinois          | United Center                     | Orange Cassidy (c) vs. Jon Moxley um die AEW International Championship |
| WrestleDream                                                              | 1. Oktober 2023   | Seattle, Washington        | Climate Pledge Arena              | Christian Cage (c) vs. Darby Allin in einem Two Out of Three Falls Match um die AEW TNT Championship                                                                                         |
| Full Gear                                                                 | 18. November 2023 | Inglewood, Kalifornien     | Kia Forum                         | MJF (c) vs. Jay White um die AEW World Championship |
| Worlds End                                                                | 30. Dezember 2023 | Uniondale, New York        | Nassau Veterans Memorial Coliseum | MJF (c) vs. Samoa Joe um die AEW World Championship |
| (c) – Bezieht sich auf den bzw. die Titelinhaber, die in den Kampf gehen. |                   |                            |                                   | |

### 2024
| Veranstaltung                                                             | Datum             | Ort                        | Arena                    | Main Event |
| ------------------------------------------------------------------------- | ----------------- | -------------------------- | ------------------------ | --- |
| Revolution                                                                | 3. März 2024      | Greensboro, North Carolina | Greensboro Coliseum      | Sting und Darby Allin (c) (mit Ric Flair, Garrett Borden und Steven Borden Jr.) vs. The Young Bucks (Matthew Jackson und Nicholas Jackson) in einem Tornado Tag Team Match um die AEW World Tag Team Championship. Dies war auch Stings Retirement Match (Ruhestandsspiel). |
| Dynasty                                                                   | 21. April 2024    | St. Louis, Missouri        | Chaifetz Arena           | Samoa Joe (c) vs. Swerve Strickland um den AEW World Championship Titel. |
| Double or Nothing                                                         | 26. Mai 2024      | Paradise, Nevada           | MGM Grand Garden Arena   | The Elite (Matthew Jackson, Nicholas Jackson, Kazuchika Okada und Jack Perry) vs. Team AEW (Bryan Danielson, Darby Allin, Cash Wheeler und Dax Harwood) in einem Anarchy in the Arena Match                                                                                 |
| AEW x NJPW: Forbidden Door                                                | 30. Juni 2024     | Elmont, New York           | UBS Arena                | Swerve Strickland (c) vs. Will Ospreay um den AEW World Championship Titel |
| All In                                                                    | 25. August 2024   | London, England            | Wembley-Stadion          | Swerve Strickland (c) vs Bryan Danielson in einem Title vs. Career Match um den AEW World Championship Titel |
| All Out                                                                   | 7. September 2024 | Hoffman Estates, Illinois  | Now Arena                | "Hangman" Adam Page vs. Swerve Strickland in einem Lights Out Steel Cage Match |
| WrestleDream                                                              | 12. Oktober 2024  | Tacoma, Washington         | Tacoma Dome              | Bryan Danielson (c) vs. Jon Moxley um den AEW World Championship Titel |
| Full Gear                                                                 | 23. November 2024 | Newark, New Jersey         | Prudential Center        | Jon Moxley (c) vs. Orange Cassidy um den AEW World Championship Titel |
| Worlds End                                                                | 28. Dezember 2024 | Orlando, Florida           | Addition Financial Arena | Jon Moxley (c) vs. Orange Cassidy vs. "Hangman" Adam Page vs. Jay White um den AEW World Championship Titel |
| (c) – Bezieht sich auf den bzw. die Titelinhaber, die in den Kampf gehen. |                   |                            |                          | |

### 2025
| Veranstaltung              | Datum            | Ort                 | Arena             | Main Event        |
| -------------------------- | ---------------- | ------------------- | ----------------- | ----------------- |
| Wrestle Dynasty            | 5. Januar 2025   | Tokyo, Japan        | Tokyo Dome        | Ankündigung folgt |
| Grand Slam Australia       | 15. Februar 2025 | Brisbane, Australia | Suncorp Stadium   | Ankündigung folgt |
| All In                     | 12. Juli 2025    | Arlington, Texas    | Globe Life Field  | Ankündigung folgt |
| AEW x NJPW: Forbidden Door | 24. August 2025  | London, England     | Ankündigung folgt | Ankündigung folgt |

## Statistiken
| Rang | Wrestler            | PPV-Matches | Erstes PPV-Match       | Letztes PPV-Match |
| ---- | ------------------- | ----------- | ---------------------- | ----------------- |
| 1    | Matt Jackson        | 32          | Double or Nothing 2019 | WrestleDream 2024 |
| 1    | Nick Jackson        | 32          | Double or Nothing 2019 | WrestleDream 2024 |
| 1    | Chris Jericho       | 32          | Double or Nothing 2019 | WrestleDream 2024 |
| 4    | MJF                 | 29          | Double or Nothing 2019 | All Out 2024      |
| 5    | „Hangman“ Adam Page | 27          | Double or Nothing 2019 | WrestleDream 2024 |
| 5    | Darby Allin         | 27          | Fyter Fest 2019        | WrestleDream 2024 |
| 7    | Jon Moxley          | 25          | Fyter Fest 2019        | WrestleDream 2024 |
| 8    | Orange Cassidy      | 22          | Fyter Fest 2019        | WrestleDream 2024 |
| 8    | Kenny Omega         | 22          | Double or Nothing 2019 | Full Gear 2023    |
| 8    | Jack Perry 1        | 22          | Fyter Fest 2019        | WrestleDream 2024 |

- Gezählt wurden nur Matches bei der Hauptveranstaltung, keine Buy-In- oder Dark Matches.

1 Jack Perry trat zuvor als Jungle Boy und „Jungle Boy“ Jack Perry auf.